# Charles de Hesse-Philippsthal-Barchfeld
Charles de Hesse-Philippsthal-Barchfeld (en allemand Karl von Hessen-Philippsthal-Barchfeld), né le 27 juin 1784 à Barchfeld, décédé le 17 juillet 1854 à Philippsthal.
Il fut landgrave de Hesse-Philippsthal-Barchfeld de 1803 à 1854.

## Famille
Fils de Adolphe de Hesse-Philippsthal-Barchfeld et de Louise de Saxe-Meiningen.
Le 19 août 1816, Charles de Hesse-Philippsthal-Barchfeld épouse Augusta de Hohenlohe-Ingelfingen (1793-1821)
Deux enfants sont nés de cette union :
- Berthe de Hesse-Philippsthal-Barchfeld (1818-1888), en 1839 elle épouse le prince Louis de Bertheim-Steinfurt (1812-1890)
- Émilie de Hesse-Philippsthal-Barchfeld (1821-1836)

Veuf, Charles de Hesse-Philippsthal-Barchfeld épouse en 1823 Sophie von Bertheim (1794-1873), (fille du prince Louis von Bertheim).
Trois enfants sont nés de cette union :
- Victor de Hesse-Philippsthal-Barchfeld (1824-1846)
- Alexandre de Hesse-Philippsthal-Barchfeld (1826-1841)
- Alexis de Hesse-Philippsthal-Barchfeld (1829-1905), landgrave de Hesse-Philippsthal-Barchfeld de 1854 à 1905, en 1854 il épouse Marie Louise de Prusse (1829-1901), divorcés en 1861, (fille de Charles de Prusse).
- Guillaume de Hesse-Philippsthal-Barchfeld (1831-1890), landgrave de Hesse-Philippsthal-Barchfeld.

Charles de Hesse-Philippsthal-Barchfeld appartient à la lignée de Hesse-Philippsthal-Barchfeld, cette sixième branche est issue de la cinquième branche de la Maison de Hesse. Les six branches composant la Maison de Hesse sont issues de la première branche de la Maison de Brabant.
Charles de Hesse-Philippsthal-Barchfeld est l'ancêtre de l'actuel landgrave Guillaume de Hesse-Philippsthal (1933-).